# كاميرا إفريقية (فلم)
كاميرا أفريقية (بالفرنسية: Caméra d'Afrique) هو فيلم وثائقي تونسي من إخراج فريد بوغدير سنة 1983، يتناول الفيلم مقتطفات من أفلام وشهادات وحوارات مع سينمائيين أفارقة، وهو عمل يوثق حلم السينمائيين ونضالاتهم من أجل تأسيس سينما أفريقية. تم عرضه في قسم جائزة نظر ما في عام 1983 في مهرجان كان السينمائي. في أبريل 2019، تم اختيار نسخة مستعادة من الفيلم لعرضها في قسم كلاسيكيات كان في مهرجان كان السينمائي 2019.

## روابط خارجية
- كاميرا إفريقية على موقع IMDb (الإنجليزية)
- كاميرا إفريقية على موقع روتن توميتوز (الإنجليزية)
- كاميرا إفريقية على موقع ألو سيني (الفرنسية)
- كاميرا إفريقية على موقع قاعدة بيانات الفيلم (الإنجليزية)
- كاميرا إفريقية على موقع ليتربوكسد (الإنجليزية)
- كاميرا إفريقية على موقع كينوبويسك (الروسية)